# Poignard

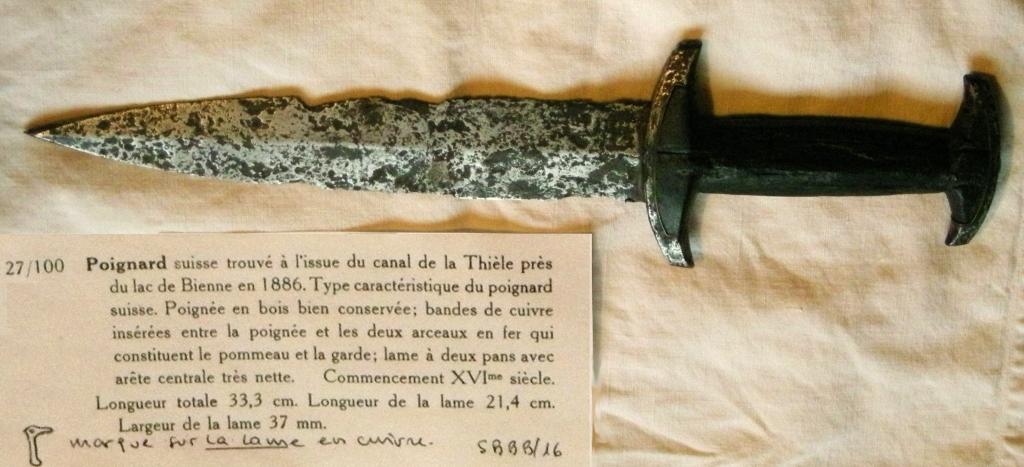
Poignard suisse (1550-1650).

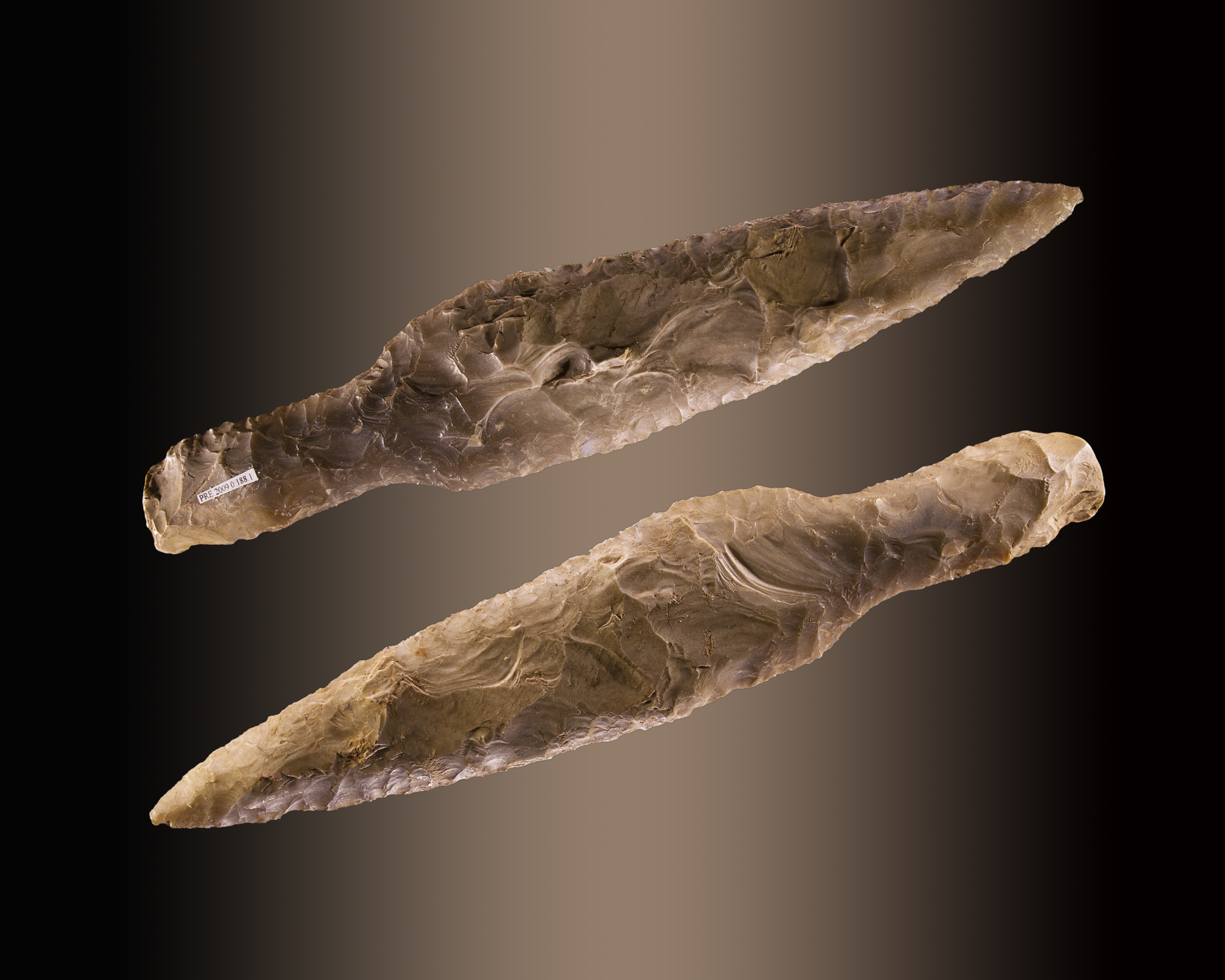
Poignard en silex - Danemark. Muséum de Toulouse.

Un poignard est une arme blanche courte (en moyenne 20 centimètres) à double tranchant, utilisé notamment comme arme de jet. 
Une dague est également une arme blanche courte à double tranchant. Une dague serait plus longue que le poignard.
Ce type d'arme est connu, au moins, depuis le Néolithique. Dans de nombreux cas, les études tracéologiques ont montré que ces objets étaient à cette époque essentiellement utilisés comme couteaux, bien qu'un usage ponctuel comme arme ne puisse pas être exclu.
Un poignard à lame triangulaire très fine, conçue pour produire des blessures très profondes et donc difficiles à guérir, est un stylet, apparu en Europe au XIIIe siècle.